# Dichelus pseudoluctuosus
Dichelus pseudoluctuosus är en skalbaggsart som beskrevs av Schein 1958. Dichelus pseudoluctuosus ingår i släktet Dichelus och familjen Melolonthidae. Inga underarter finns listade i Catalogue of Life.